# Pazen
Pazen, anciennement appelé Patzen jusqu'en 2002, est un village et une ancienne commune du canton des Grisons, en Suisse.

## Histoire
Hameau situé au pied du Schamserberg, Pazen est mentionné dès le début du XIIIe siècle et vit alors principalement de l'élevage et de l'agriculture. En 1875, la commune fusionne avec sa voisine de Fardün pour créer la nouvelle commune de Patzen-Fardün. 
Par la suite, en 2002, la commune est absorbée par sa voisine de Donat en même temps que les villages changent de nom pour une version romanisés.

## Patrimoine bâti
Une maison, située au numéro 8 de la rue du village, est inscrite comme bien culturel d'importance régionale.